# Abdullah Abkar Mohammed
Abdullah Abkar Mohammed (né le 1er juin 1997) est un athlète saoudien, spécialiste du 100 mètres.

## Biographie
Le 15 avril 2016, lors des Mt SAC Relays à Norwalk, il établit un nouveau record d'Arabie saoudite ainsi qu'un nouveau record d'Asie junior du 100 mètres avec le temps de 10 s 04 (+ 1,9 m/s).
Il remporte la médaille de bronze du 100 m lors des Championnats d'Asie juniors 2016.
Bien qu'il n'ait qu'un meilleur temps de 10 s 28, il est sélectionné comme seul Saoudien pour les Championnats du monde 2017 à Londres.
Le 30 juin 2018, il remporte le 100 m B du Meeting de Paris en 10 s 03, et améliore ainsi son propre record d'Arabie saoudite.

## Palmarès
| Date | Compétition                 | Lieu              | Résultat | Épreuve | Temps   |
| ---- | --------------------------- | ----------------- | -------- | ------- | ------- |
| 2016 | Championnats d'Asie juniors | Hô-Chi-Minh-Ville | 3e       | 100 m   | 10 s 45 |
| 2017 | Championnats panarabes      | Radès             | 1er      | 100 m   | 10 s 19 |
| 2018 | Jeux asiatiques             | Jakarta           | 4e       | 100 m   | 10 s 10 |
| 2023 | Championnats d'Asie         | Bangkok           | 2e       | 100 m   | 10 s 19 |
| 2023 | Jeux asiatiques             | Hangzhou          | 2e       | 200 m   | 20 s 63 |

## Records
| Épreuve | Temps        | Lieu  | Date         |
| ------- | ------------ | ----- | ------------ |
| 100 m   | 10 s 03 (NR) | Paris | 30 juin 2018 |